# آرنو بانده
آرنو بانده (انگلیسی: Arnaud Bandé؛ زادهٔ ۸ اکتبر ۱۹۹۳) بازیکن فوتبال اهل بورکینافاسو است.
وی همچنین در تیم ملی فوتبال بورکینافاسو بازی کرده است.